# 採銅所駅
採銅所駅（さいどうしょえき）は、福岡県田川郡香春町大字採銅所にある、九州旅客鉄道（JR九州）日田彦山線の駅である。駅番号はJI10。
朝に1本だけ当駅始発の列車が設定されている。

## 歴史
1915年（大正4年）4月1日に、小倉鉄道の駅として開業した。1943年（昭和18年）5月1日に小倉鉄道が戦時買収され、鉄道省添田線の駅となった。その後の所属路線変更により、日田彦山線の駅となった。
開設時に建設された駅舎は老朽化が著しいため解体が検討されたが、保存運動により2010年（平成22年）9月にJR九州から香春町に無償譲渡された。駅舎は有形文化財の指定を受け、香春町が総工費1,000万円で2011年（平成23年）4月に改修工事に着手し、7月に完成した。同年10月23日、駅舎修復などを祝う記念碑の除幕式が行われた。
さらに、元駅長室や宿直室を改修し、香春町の移住・交流拠点「第二待合室」として、2017年（平成29年）5月1日から使用されている。

### 年表

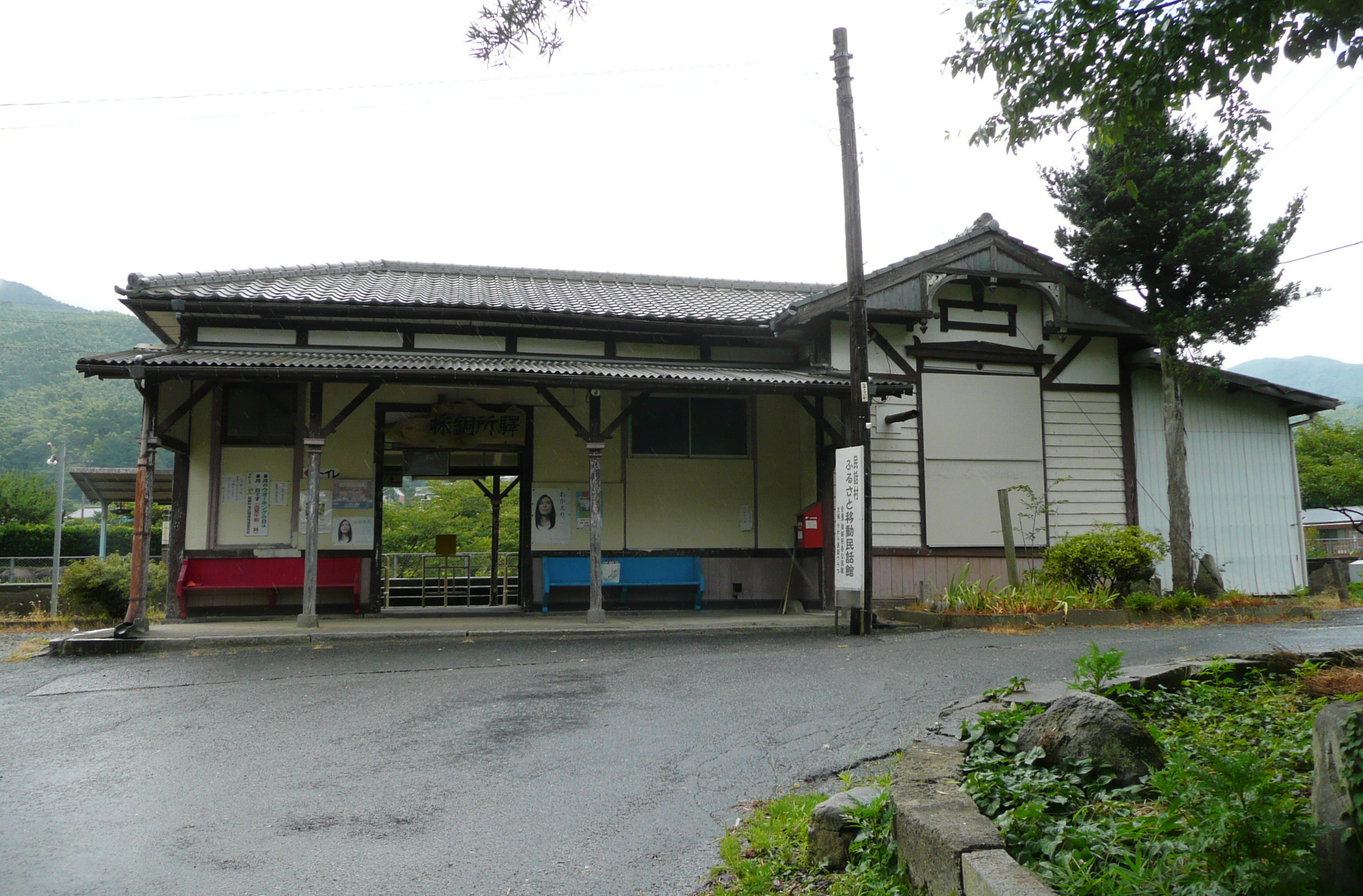
改修前の駅舎（2008年8月）

- 1915年（大正4年）4月1日：小倉鉄道の駅として開設[2][3]。
- 1943年（昭和18年）5月1日：小倉鉄道が戦時買収され、鉄道省添田線の駅となる[1][3]。
- 1960年（昭和35年）4月1日：所属路線名が日田彦山線となる[1]。
- 1971年（昭和46年）10月20日：貨物および荷物扱い廃止[11]。駅員無配置駅となる[12]。
- 1987年（昭和62年）4月1日：国鉄分割民営化によりJR九州に承継[1][3]。
- 2011年（平成23年）7月：駅舎の改修工事が完了[1][5]。
- 2017年（平成29年）
  - 5月1日：香春町の移住・交流拠点「第二待合室」使用開始[9][10]。
  - 5月30日：第二待合室のオープニング記念式典開催[9][10]。

### 駅名の由来
開業当時、田川郡採銅所村に所在したことによる。

## 駅構造
単式ホーム2面2線を有する地上駅。1・2番線共に双方向への出発信号機、両方向へ進入できる場内信号機が設置されており、臨時列車の折り返しなどで使用されている。営業列車は原則左側通行となっている。かつては2面3線であったが、中線である2番線は廃止されている。無人駅で自動券売機が設置されている。
開業以来の駅舎が、地元の香春町管理で改修を受けて使用され続けている。かつての駅長室・宿直室などが、「第二待合室」と称して、香春町の移住・交流拠点として使用されている。

### のりば
| のりば | 路線       | 方向 | 行先                 |
| ------ | ---------- | ---- | -------------------- |
| 1      | 日田彦山線 | 下り | 田川後藤寺・添田方面 |
| 2      | 日田彦山線 | 上り | 城野・小倉方面       |

## 駅周辺

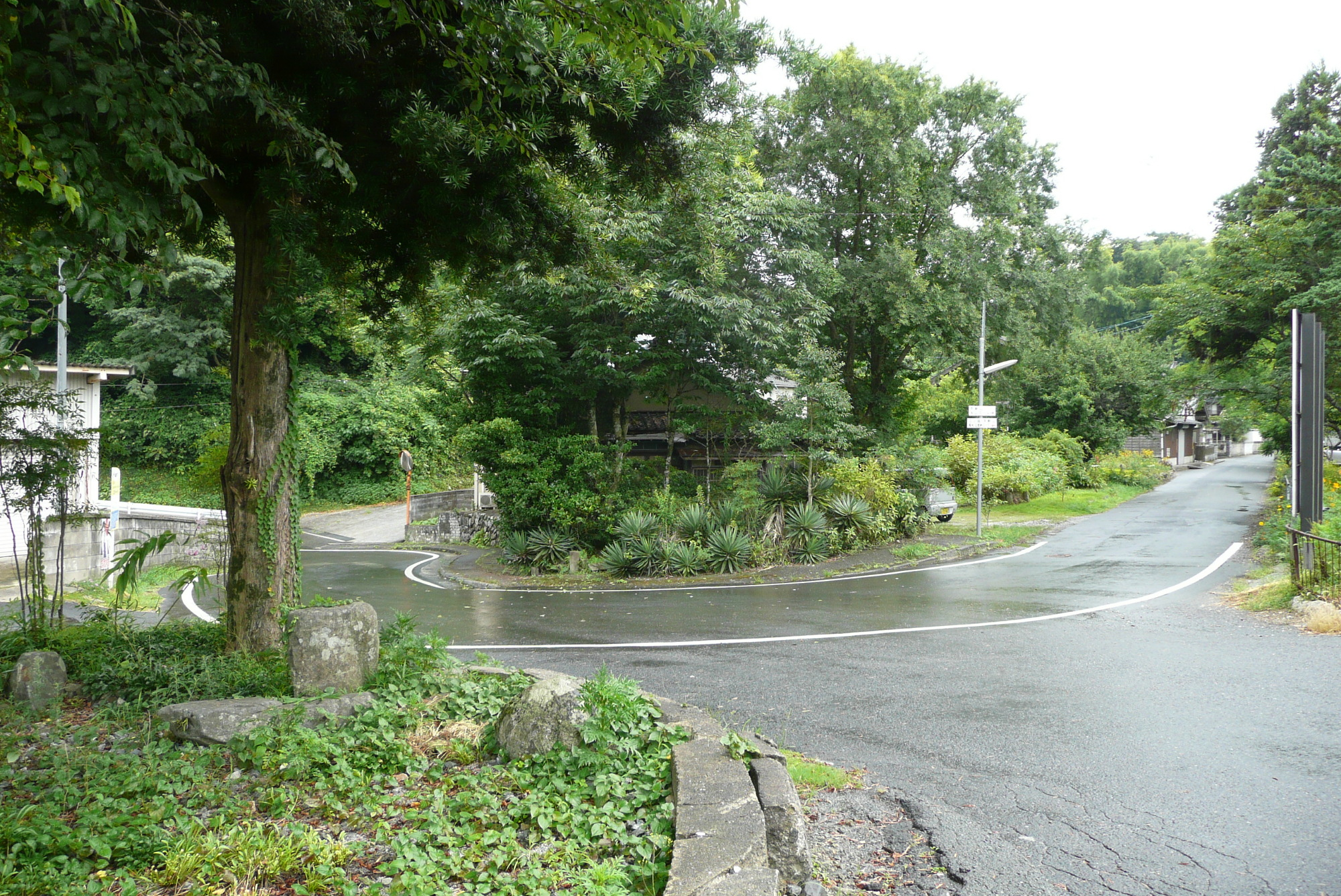
駅前

採銅所集落の中心部に位置しており周辺は民家が多い。採銅所は香春町北部の山間部にある大字で、地名はこの駅の周辺で銅を採掘していたことに由来するとされる。1956年までは採銅所村という独立した自治体であった（参照：田川郡#沿革）。
駅の約400m東側を国道322号が日田彦山線に並行する形で通っている他、駅の南東にある金辺橋北交差点は福岡県道64号苅田採銅所線の終点となっている。
- 香春町立採銅所小学校
- 採銅所郵便局
- 田川農業協同組合採銅所支所・採銅所給油所
- 古宮八幡宮
- 現人神社
- 清祀殿
- 牛斬山[1]

## 隣の駅
九州旅客鉄道（JR九州）
 日田彦山線
■快速
通過
■普通
呼野駅 (JI09) - 採銅所駅 (JI10) - 香春駅 (JI11)